# Vicente Blanco Sánchez
Vicente Blanco Sánchez, también conocido como Tito Blanco (Benidorm, provincia de Alicante, España, 15 de julio de 1971) es un exfutbolista español. Fue director deportivo de AFE (Asociación de Futbolistas Españoles) del Levante Unión Deportiva, y del Real Oviedo

## Trayectoria
Exfutbolista con largo recorrido en el fútbol español. Ha conseguido tres ascensos a Primera División, y su último éxito fue el 'ascenso a Segunda División con el Alicante CF en la temporada 2007/08. También ascendió a 2B en la temporada 1987/1988 con el CD Benidorm. Actualmente es director deportivo, habiendo terminado su vinculación con el Levante UD el pasado 30 de junio de 2019, donde ha sido máximo responsable del área deportiva, consiguiendo un ascenso a 1ª división en la temporada 2016/2017 y permanencia en 1ª división en las temporadas 2017/2018 y 2018/2019.

## Clubes
| Club                    | País   | Año       |
| ----------------------- | ------ | --------- |
| Benidorm C. D.          | España | 1987-1988 |
| F. C. Barcelona "B"     | España | 1988-1994 |
| C. D. Toledo            | España | 1994-1996 |
| Albacete Balompié       | España | 1996-1998 |
| Terrasa F. C.           | España | 1998      |
| Albacete Balompié       | España | 1998-1999 |
| C. D. Numancia de Soria | España | 1999-2000 |
| C. F. Extremadura       | España | 2000      |
| C. D. Numancia de Soria | España | 2000-2001 |
| Real Jaén C. F.         | España | 2001      |
| Real Murcia C. F.       | España | 2001-2003 |
| Levante U. D.           | España | 2003-2005 |
| Alicante C. F.          | España | 2005-2009 |
| C. F. La Nucía          | España | 2009-2010 |